# Mangareva
Mangareva è la più importante isola dell'arcipelago delle Isole Gambier nella Polinesia francese.

## Geografia
Mangareva è circondata da altre isole minori: Taravai a sud-ovest, e Aukena e Akamaru a sud-est. Altre piccole isole sono situate a nord.
L'isola ha una lunghezza di circa 8 km e si estende su una superficie di 18 km², che ammonta a circa il 56% della superficie di tutto l'arcipelago delle Gambier. Ha un elevato crinale centrale che corre per tutta la lunghezza dell'isola.
Il più grande villaggio sull'isola è Rikitea, capoluogo delle isole Gambier.
Il punto più alto è il Monte Duff, a 441 metri situato lungo la costa sud dell'isola.
Da Mangareva è possibile arrivare con mezzi nel territorio britannico delle Isole Pitcairn con la nave MV Silver Supporter che può portare 12 passeggeri e il viaggio da Mangareva a/r costa 6.000 dollari neolazendesi (circa 3.000 euro). La distanza tra Mangareva e Pitcairn è circa 540 km percorsi in circa 30 ore di navigazione.

## Storia

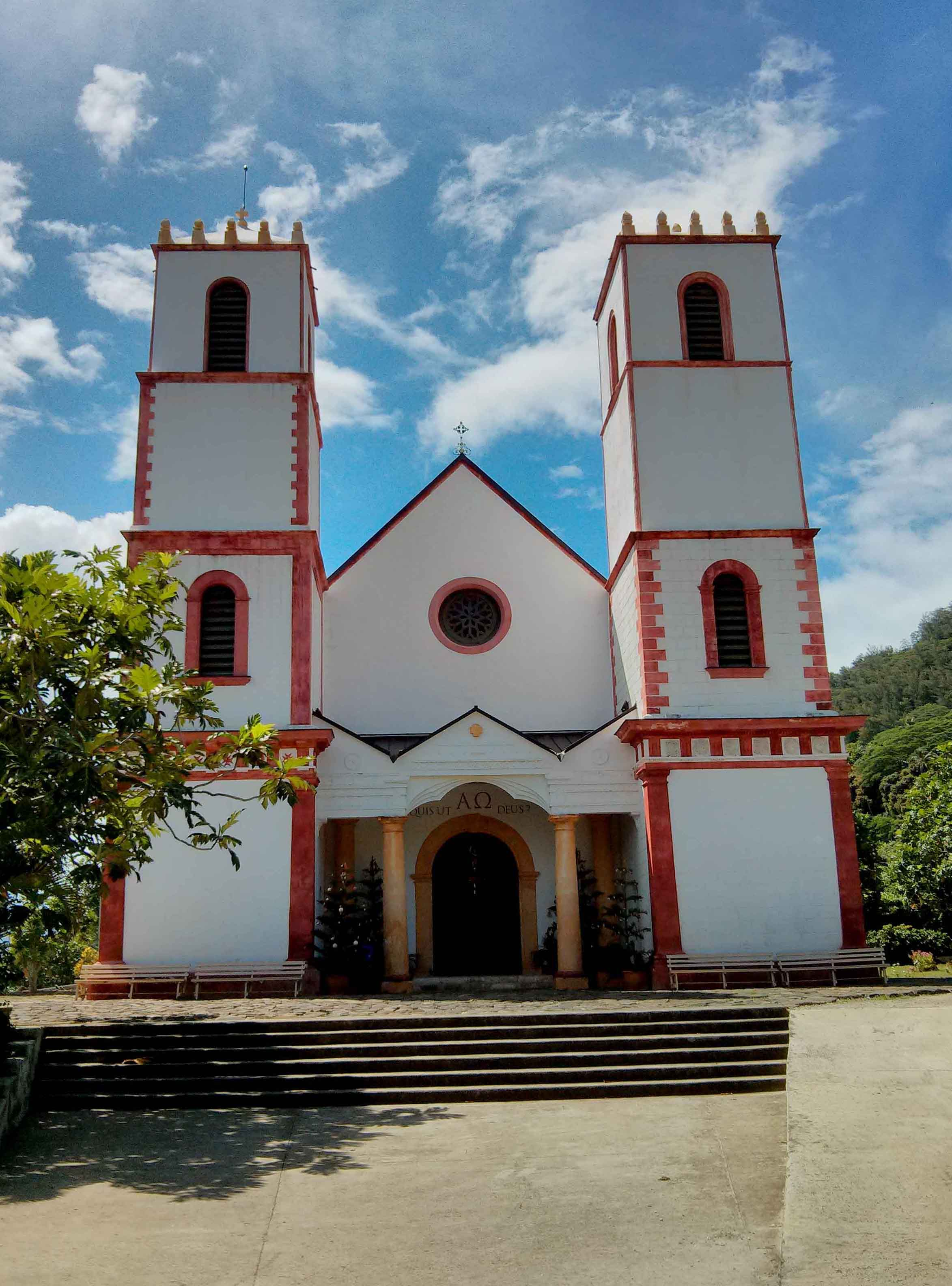
La cattedrale di San Michele nel 2014

L'isola fu colonizzata da navigatori polinesiani intorno all'800, durante le ultime fasi dell'espansione verso est di quei popoli, partiti due millenni prima dall'Asia, portandosi dietro coltivazioni, animali domestici e la propria cultura. I coloni si installarono sulla fascia pianeggiante a ridosso della costa, che usavano come base per la pesca, coltivando nella zona più interna patate dolci, igname, taro, l'albero del pane ed il banano. Per procurarsi strumenti affilati si recavano a Pitcairn, dove vennero stabiliti degli insediamenti, giungendo fino ad Henderson. Sono state trovate numerose prove anche dell'esistenza di una rete di commercio più ad ampio raggio, con le Isole Marchesi a nord e le Isole della Società a ovest e nordovest, scambi che durarono fino al 1500, quando una grave crisi ecologica colpì l'isola. Il disboscamento conseguente alla necessità di ricavare nuovo terreno agricolo portò ad una forte erosione del terreno, riducendo la capacità produttiva dell'isola, la quale non riuscì più a sostenere la popolazione, che aveva raggiunto nel suo momento di massimo sviluppo alcune migliaia di abitanti. Questo, unito all'impossibilità di costruire nuove canoe, portò ad una serie di gravi crisi sociali, con continue guerre per il controllo delle poche risorse, ed il fiorire del cannibalismo.
Il primo europeo a giungere a Mangareva fu il capitano britannico James Wilson nel 1797 con la nave Duff.